# ملگار د آباخو
ملگار د آباخو (به اسپانیایی: Melgar de Abajo) یک شهرستان در اسپانیا است که در استان وایادولید واقع شده‌است.